# Bogusław Rybski
Bogusław Tadeusz Rybski (ur. 3 maja 1922 w Krakowie, zm. 31 marca 2007 tamże) – harcmistrz, komendant Chorągwi Krakowskiej ZHP (1959), jeden z zasłużonych instruktorów, którzy odbudowali harcerstwo w drugiej połowie lat pięćdziesiątych, nie należał do żadnej partii politycznej.

## Życiorys

### Dzieciństwo i młodość
Bogusław Rybski urodził się 3 maja 1922 w Krakowie w rodzinie Antoniego (1883–1940), radcy Zarządu Miejskiego w Krakowie i Zofii z Wiochów (1892–1959), jako drugie dziecko. Jego siostra Janina (1924–2009) była ekonomistką i harcmistrzynią. Po ukończeniu szkoły powszechnej Bogusław Rybski kontynuował naukę w III Gimnazjum im. króla Jana Sobieskiego w Krakowie, gdzie 10 maja 1935 wstąpił do 3. Krakowskiej Drużyny Harcerzy im. Kazimierza Pułaskiego. Należała ona wówczas do grupy szczególnie wyróżniających się drużyn harcerskich Krakowa. W kwietniu 1939, po ukończeniu kursu drużynowych w Ojcowie, otrzymał pierwszy stopień instruktorski – dpp – drużynowy po próbie.
Z końcem 1939 podjął pracę zawodową w charakterze sprzedawcy w sklepie konfekcyjnym, gdzie pracował do września 1940, a następnie, zagrożony wywiezieniem do Niemiec, zatrudnił się w Biurze Zasobów Generalnej Dyrekcji Kolei Wschodniej w Krakowie, gdzie pracował od grudnia 1941 do stycznia 1945. Od 1942 należał do Armii Krajowej – Zgrupowania „Żelbet” w Krakowie. Pełnił w nim funkcję dowódcy sekcji rozpoznawczej w stopniu plutonowego podchorążego. Brał udział w opracowywaniu planów sytuacyjno-wojskowych w dzielnicy niemieckiej w Krakowie.

### Służba w ZHP
W lutym 1945 podjął pracę w Dyrekcji Okręgowej Kolei Państwowych, gdzie pracował jako pracownik zmilitaryzowany do października tego roku. W listopadzie 1945 został prokurentem, a następnie zarządcą (dyrektorem) spółki „Eris” w Krakowie. Firmę tę prowadził do grudnia 1948, zaś w styczniu 1949 podjął pracę w Odzieżowej Spółdzielni Pracy „Sprawność”, będąc jej członkiem-założycielem i pełniąc funkcję wiceprezesa, która powstała w miejsce Składnicy Harcerskiej – spółki z o.o., jednostki gospodarczej Krakowskich Komend Chorągwi Harcerek i Harcerzy, rozwiązanej w związku z przekształceniem ZHP w OH ZMP. Równocześnie odbył studia na Akademii Handlowej w Krakowie, gdzie w 1949 uzyskał tytuł magistra nauk ekonomicznych i handlowych.
Zaraz po zakończeniu wojny podjął na nowo pracę w Związku Harcerstwa Polskiego, wracając 12 lutego 1945 do odbudowanej 3. Krakowskiej Drużyny Harcerzy. Objął tam funkcję plutonowego jednego z dwóch plutonów drużyny, liczącej łącznie 200 harcerzy. Jako jeden z pierwszych po wojnie otrzymał w czerwcu 1945 stopień podharcmistrza. Drużyna rozrosła się w szczep, składający się trzech plutonów, z których pierwszym kierował druh Bogusław. W lipcu 1947 został komendantem obozu drużyny w Ostródzie. Od 1948 pracował równocześnie w Komendzie Hufca Kraków-Wawel, pełniąc funkcję zastępcy komendanta i skarbnika, a od stycznia 1949 także jako kierownik działu gospodarczego Komendy Chorągwi. W 1949 zawarł związek małżeński z Zofią Broszkiewicz (1918–1998), starszym kustoszem, a następnie dyrektorem biblioteki Akademii Handlowej w Krakowie. Małżeństwo to pozostało bezdzietne.
W związku z podporządkowaniem harcerstwa ZMP, co miało miejsce na przełomie 1949 i 1950, podobnie jak wielu instruktorów harcerskich, z dniem 1 sierpnia 1951 odszedł z ZHP i podjął działalność społeczną w Polskim Towarzystwie Turystyczno-Krajoznawczym. Jako jeden z pierwszych został Przodownikiem Turystyki Górskiej PTTK, uzyskując przy tym uprawnienia na wszystkie grupy górskie. Założył Koło Zakładowe tej organizacji przy Spółdzielni Pracy „Sprawność”, którego prezesem pozostał przez 41 lat. Liczące od 30. do 40. członków koło było bardzo aktywne, posiadało sekcję górską, narciarstwa turystycznego, a także motorowo-krajoznawczą, w tym także zagraniczną.

### Odtworzenie ZHP i praca w Komendzie Chorągwi
Kiedy tylko zaistniały ku temu warunki, włączył się do działań mających na celu reaktywowanie ZHP. Wszedł w skład powołanej 4 grudnia 1956 Krakowskiej Komendy Chorągwi Harcerstwa, obejmując funkcję kierownika Wydziału Organizacyjnego. Wziął udział w Krajowym Zjeździe Działaczy Harcerskich, który odtworzonemu w Krakowie ZHP pozwolił na odrodzenie działalności w całym kraju. 9 czerwca 1957 został powołany na funkcję zastępcy komendanta Chorągwi Krakowskiej ZHP ds. organizacyjnych, a 2 września tego roku otrzymał stopień harcmistrza. Należał do ścisłego kierownictwa Komendy Chorągwi, która w przyspieszonym tempie odbudowywała krakowskie harcerstwo.
Do ZHP zgłaszały się setki młodzieży, którą należało ująć w ramy zrzeszenia. Celem Komendy Chorągwi stało się ponowne stworzenie struktury organizacyjnej na terenie całego województwa, skonstruowanie odpowiedniego programu działania oraz pomoc harcerstwu wiejskiemu. Podjęto się też przeszkolenia funkcyjnych od hufcowych do zastępowych. Komenda Chorągwi była również organizatorem licznych akcji obozowych, letnich i zimowych. W lecie 1957 doprowadzono do skutku 105 obozów, a w roku następnym 223 obozów; zimą 1957/1958 40 obozów, a 1958/1959 – 38. Większość z nich uzyskiwała wysokie oceny w czasie wizytacji.
Po odejściu z powodu choroby z funkcji komendanta Chorągwi hm. Eugeniusza Fika Bogusław Rybski został mianowany z dniem 10 lutego 1959 p.o. komendanta Krakowskiej Chorągwi Harcerstwa. Na odbywającym się w tym samym roku II Zjeździe ZHP dołączył do składu Naczelnej Rady Harcerskiej. Pomimo wybitnych osiągnięć krakowskiego harcerstwa, w tym bardzo udanej letniej akcji obozowej, o jej losie przesadziły argumenty polityczne. Krakowska Komenda Chorągwi okazała się zbyt tradycyjna dla ówczesnych władz harcerstwa, w którym koniec „odwilży” sygnalizowało już rok wcześniej odejście z władz naczelnych druha Aleksandra Kamińskiego. Jako komendant chorągwi został zmuszony do ustąpienia ze stanowiska z dniem 1 listopada 1959. Wraz z nim odeszła część instruktorów pełniących funkcje w komendzie. Druh Bogusław Rybski był ostatnim na wiele lat komendantem, pełniącym swoją funkcję społecznie, podobnie jak większość ówczesnych instruktorów.
Po odejściu z komendy chorągwi, kierując się apelem Aleksandra Kamińskiego („Wracajcie do drużyn”) został drużynowym X Krakowskiej Drużyny Harcerzy im. Andrzeja Małkowskiego (była to wówczas jedyna drużyna o takim patronie w całym ZHP). Prowadził ją przez kolejne 5 lat i rozwinął w Szczep „Żurawie”, którego komendantem pozostał przez 10 lat. Wychował w tym czasie wielu wartościowych instruktorów i pozostawił szczep swoim następcom w znakomitej kondycji. W 1969, w którym przekazał funkcję szczepowego, otrzymał honorowy stopień harcmistrza Polski Ludowej. Po rezygnacji z funkcji komendanta Szczepu „Żurawie”, pełnił szereg funkcji w Komendzie Hufca Kraków-Krowodrza i Komendzie Chorągwi Krakowskiej ZHP, w tym przewodniczącego Chorągwianej Komisji Prób Instruktorskich i Komisji Kształcenia i Prób Instruktorskich Hufca. W grudniu 1989, w sytuacji rozbicia harcerstwa, złożył rezygnację z czynnej działalności, współpracując jedynie z chorągwianą komisją historyczną.

### Działalność w PTTK
Równolegle do pracy w harcerstwie kontynuował swoją działalność w PTTK. W 1964 został członkiem Oddziałowej Komisji Rewizyjnej, a następnie pełnił funkcję jej wiceprezesa do kwietnia 1970, kiedy został jej prezesem. W tym czasie komisja rewizyjna była aktywnym ogniwem oddziału, zgłaszającym szereg cennych wniosków i dbającym o ich realizację. Na Krajowym Zjeździe PTTK w 1981 został wybrany w skład Głównej Komisji Rewizyjnej i wszedł w skład jej prezydium. W 1985 ponownie został członkiem prezydium, a na kolejnym zjeździe w 1989 – wiceprezesem Głównej Komisji Rewizyjnej. Funkcję tę pełnił łącznie przez 12 lat do 1993. W okresie kolejnych kadencji pełnienia funkcji brał czynny udział w pracach komisji przygotowujących propozycje uchwał programowych kolejnych zjazdów.
Następnie był członkiem Kapituły Odznaczeń Zarządu Głównego i prezesem Komisji Rewizyjnej Oddziału Krakowskiego PTTK. Publikował też na łamach „Gościńca”, głównie na temat turystyki kwalifikowanej, obiektów turystycznych PTTK, a także postulując niezbędne zmiany statutowe. W 1988, po 49. latach pracy zawodowej, w tym 39. na stanowisku wiceprezesa Spółdzielni Pracy „Sprawność”, odszedł na emeryturę. W 2002 wstąpił w drugi związek małżeński z Teresą Grzelak.

## Odznaczenia i wyróżnienia
- Krzyż Oficerski Orderu Odrodzenia Polski (2005)[1]
- Krzyż Kawalerski Orderu Odrodzenia Polski (1975)
- Złoty Krzyż Zasługi (1973)
- Medal Komisji Edukacji Narodowej (1981)
- Odznaka 1000-lecia Państwa Polskiego
- Złoty Krzyż „Za Zasługi dla ZHP” (1981)
- Srebrny Krzyż „Za Zasługi dla ZHP” (1971)
- Złota Odznaka Zasłużonego Działacza Turystyki
- Złota Honorowa Odznaka PTTK
- Złota Odznaka Za Pracę Społeczną dla Miasta Krakowa
- Członek Honorowy PTTK (nadany przez Walny Zjazd PTTK w 1993)